# Dreams (álbum de 2 Brothers on the 4th Floor)
Dreams (em português:  Sonhos) é o álbum de estreia do grupo de eurodance 2 Brothers on the 4th Floor, lançado em Julho de 1994 pela gravadora Lowland Records. Chegou a posição #5 nos Países Baixos e #91 na Alemanha. O álbum emplacou quatro singles Top 10 nos Países Baixos, incluindo "Dreams (Will Come Alive)", que chegou ao primeiro lugar em 16 de Julho de 1994, e permaneceu por três semanas no topo. Outros singles de sucesso nos Países Baixos foram "Can't Help Myself" (#6 na parada), "Never Alone" (#2 na parada) e "Let Me Be Free" (#7 na parada). O single "Turn Da Music Up" também obteve sucesso, alcançando a posição #17 na parada dos Países Baixos.
Os vocais na faixa "Can't Help Myself" são de Da Smooth Baron MC e Peggy "The Duchess; os vocais de "Turn Da Music Up" são de Da Smooth Baron MC e Gale Robinson, e no restante das faixas os vocais são D-Rock e Des'Ray. Foram gravados videoclipes para todos os singles.

## Faixas
| N.º | Título                                | Duração |  |
| 1.  | "Dreams (Will Come Alive)"            | 4:25    |  |
| 2.  | "Never Alone"                         | 5:52    |  |
| 3.  | "I Can't Believe It"                  | 4:10    |  |
| 4.  | "Let Me Be Free"                      | 3:26    |  |
| 5.  | "Feel So Good"                        | 3:45    |  |
| 6.  | "Do It"                               | 3:26    |  |
| 7.  | "Dance with Me"                       | 4:10    |  |
| 8.  | "Smile"                               | 3:36    |  |
| 9.  | "Can't Help Myself"                   | 5:17    |  |
| 10. | "Turn Da Music Up"                    | 4:48    |  |
| 11. | "Dreams" (Twenty 4 Seven Trance Mix)  | 5:49    |  |
| 12. | "Never Alone" (Beats 'R' Us Mix)      | 5:23    |  |
| 13. | "Turn Da Music Up" (Beats 'R' Us Mix) | 4:56    |  |

## Desempenho nas paradas musicais
| Parada musical (1994)           | Melhor posição |
| ------------------------------- | -------------- |
| Alemanha (Media Control Charts) | 91             |
| Países Baixos (MegaCharts)      | 5              |